# Huang Wenyi
Huang Wenyi (en chino: 黄文仪; Chaozhou, 6 de marzo de 1991) es una deportista china que compitió en remo.
Participó en dos Juegos Olímpicos de Verano, obteniendo dos medallas, plata en Londres 2012 y bronce en Río de Janeiro 2016, en la prueba de doble scull ligero. Ganó una medalla de bronce en el Campeonato Mundial de Remo de 2014.

## Palmarés internacional
| Juegos Olímpicos   | Juegos Olímpicos         | Juegos Olímpicos  | Juegos Olímpicos   |
| Año                | Lugar                    | Medalla           | Prueba             |
| ------------------ | ------------------------ | ----------------- | ------------------ |
| 2012               | Londres (Reino Unido)    | Medalla de plata  | Doble scull ligero |
| 2016               | Río de Janeiro (Brasil)  | Medalla de bronce | Doble scull ligero |
| Campeonato Mundial |                          |                   |                    |
| Año                | Lugar                    | Medalla           | Prueba             |
| 2014               | Ámsterdam (Países Bajos) | Medalla de bronce | Doble scull ligero |